# Herbert Westermark
Johan Herbert Westermark (* 30. August 1891 in Stockholm; † 29. Oktober 1981 ebenda) war ein schwedischer Segler und Mediziner.

## Erfolge
Herbert Westermark, der Mitglied im Kungliga Svenska Segelsällskapet war, gewann bei den Olympischen Spielen 1912 in Stockholm als Crewmitglied in der 8-Meter-Klasse die Silbermedaille. Bei der in Nynäshamn stattfindenden Regatta gelang dem finnischen Boot Lucky Girl ebenso wie der schwedischen Sans Atout, als deren Skipper Bengt Heyman fungierte, in insgesamt zwei Wettfahrten jeweils ein zweiter Platz, sodass es zum Stechen zwischen diesen beiden Booten kam. In diesem setzte sich die Sans Atout durch, zu deren Crew außerdem Alvar Thiel, Emil Henriques und sein Bruder Nils Westermark gehörten.
Westermark schloss 1918 sein Medizinstudium ab und war unter anderem Chefarzt bei der schwedischen Marine.